# Honorificabilitudinitatibus

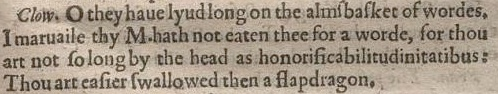
Le mot tel qu'il apparaît dans la première édition conservée de Peines d'amour perdues, 3e ligne.

Honorificabilitudinitatibus est la forme d'ablatif pluriel du mot latin médiéval honorificabilitudinitas, qui signifie « être en état de pouvoir conquérir des honneurs ». Il est prononcé à l'acte V, scène I, de Peines d'amour perdues de William Shakespeare.
Comme il n'apparaît qu'une fois dans l'œuvre de Shakespeare, c'est un exemple de hapax legomenon ; c'est aussi le plus long mot de la langue anglaise qui présente une alternance de consonnes et de voyelles.

## DansPeines d'amour perdues
Le mot est prononcé par Costard (Trogne ou Cabochard, selon les traductions), personnage rustique et comique, à l'acte V, scène I, après un dialogue pédant et absurde entre le maître d'école Holopherne et son ami Nathaniel, le curé, qui conversent dans un pompeux mélange de latin et d'anglais. Quand un jeune page fait son entrée, Costard lui dit à leur sujet :

« Oh ! ils vivent de tous les mots jetés au panier. Je m'étonne que ton maître, te prenant pour un mot, ne t'ait pas encore mangé, car il s'en faut de toute la tête que tu sois aussi long que honorificabilitudinitatibus. Tu es plus facile à avaler qu'une rôtie. »

## Dans la théorie baconienne
Le mot a été cité par les tenants de la théorie baconienne selon laquelle l'œuvre de Shakespeare est écrite par Francis Bacon et constitue une stéganographie. En 1905, Isaac Hull Platt plaide que le mot est l'anagramme de hi ludi, F. Baconis nati, tuiti orbi (Ces pièces, issues de F. Bacon, sont conservées pour le monde), théorie qui sera plus tard diffusée par le juriste Edwin Durning-Lawrence .
Cette anagramme impliquerait que Bacon aurait latinisé son nom en Baco dont le génitif est Baconis plutôt qu'en Baconus dont le génitif est Baconi ; Samuel Schoenbaum estime que Bacon a latinisé son nom en Baconus avec le génitif Baconi. En 1898, Paget Toynbee, un spécialiste de Dante, y voit un hommage à Dante : Ubi Italicus ibi Danti honor fit (Là où il y a un Italien, l'honneur en revient à Dante),.

## Autres emplois
Le mot et des variantes sont utilisés au Moyen Âge et à la Renaissance.

### Époque médiévale
Le mot semble avoir existé chez les érudits au temps de Pierre de Pise, poète et grammairien du VIIIe siècle. Il figure dans une copie de son œuvre dans le Fragmenta Bernensia 522 de la bibliothèque de la Bourgeoisie de Berne,.
Le lexicographe Papias le Lombard l'emploie vers 1055.
Honorificabilitudo apparaît dans une charte de 1187 d'Ugone della Volta, deuxième archevêque de Gênes,.

Différentes formes du mot sont traitées dans Magnae Derivationes (vers 1190), un traité d'étymologie d'Hugues de Pise, juriste en droit canon et évêque de Ferrare :

« Ab honorifico, hic et hec honorificabilis, -le, et hec honorificabilitas, -tis et hec honorificabilitudinitas, et est longissima dictio, que illo versu continetur: Fulget honorificabilitudinitatibus iste
(Depuis ce mot honorifico, et celui-là honorificabilis, -le, et celui-là honorificabilitas, -tis, et celui-là honorificabilitudinitas, il est formé ce très long mot contenu dans le vers : Fulget honorificabilitudinitatibus iste.) »

Il apparaît dans Ars Poetica (entre 1208 et 1216), un traité de rhétorique de l'érudit anglo-français Gervaise de Melkeley :

« Quidam, admirantes huiusmodi magna dictiones, inutiliter et turpissime versum clauserunt sub duobus dictionibus vel tribus. Unde quidam ait: Versificabantur Constantinopolitani; alius: Plenus honorificabilitudinitatibus esto
(Pour certains, les vers sont devenus inutiles et indignes et sont restreints à deux ou trois mots : ainsi, l'un dira Versificabantur Constantinopolitani, l'autre Plenus honorificabilitudinitatibus esto.) »

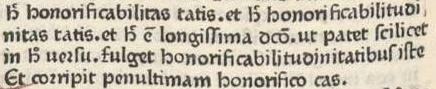
Johannes Balbus dit Jean de Gènes, 1286, Catholicon, impression de 1460 par Johannes Gutenberg.

Le grammairien italien Jean de Gènes utilise la forme complète du mot dans son dictionnaire en latin Catholicon (1286), un des premiers livres imprimés (1460) par Gutenberg,. Citant Hugues de Pise, il mentionne : 

« Unde haec honorificabilitudinitatibus et haec est longissimo dictu ut patet in hoc versu, Fuget honorificabilitudinitatibus iste.
(Ainsi, c'est un très long mot que honorificabilitudinitatibus comme on le voit clairement dans le vers Fuget honorificabilitudinitatibus iste.) »

À la fin du XIIIe siècle, on en trouve un exemple dans un sermon anonyme d'un manuscrit de la bibliothèque bodléienne (MS Bodl. 36, f. 131v).

Dans son essai De vulgari eloquentia (« De l'éloquence en langue vulgaire », vers 1302-1305), Dante cite le mot au sujet des Magnae Derivationes d'Hugues de Pise comme un exemple de mot trop long pour un vers standard :

« Posset adhuc inveniri plurium sillabarum vocabulum sive verbum, sed quia capacitatem omnium nostrorum carminum superexcedit, rationi presenti non videtur obnoxium, sicut est illud honorificabilitudinitate, quod duodena perficitur sillaba in vulgari et in gramatica tredena perficitur in duobus obliquis,
(Un mot ou verbe avec encore plus de syllabes pourrait encore être trouvé mais qui excéderait la capacité de tous nos vers, il n'en sera pas question dans cette discussion, c'est celui-ci : honorificabilitudinitate qui a douze syllabes dans la langue vernaculaire et treize en grammaire dans deux formes déclinées.) »

Honorificabilitudinitas apparaît dans De gestis Henrici septimi Cesaris (1313–1315) du poète italien Albertino Mussato qui narre de 1310 à 1313 la campagne d'Italie d'Henri VII de Luxembourg.
Il en est fait mention dans un registre de l'Échiquier sous le règne d'Henri VI.

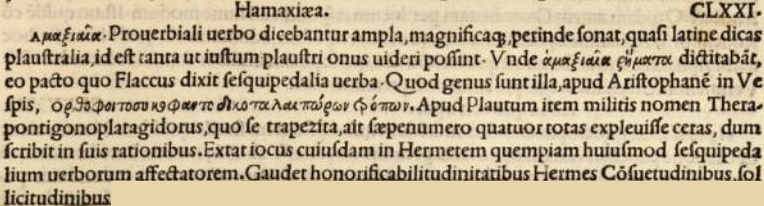
Mention dans les Collections d'Adages d'Érasme, une possible source pour Shakespeare

Le mot apparaît dans les Collections d'adages, un recueil de proverbes grecs et latins d'Érasme dans un passage sur un homme appelé Hermès qui se réjouit d'user de mots d'un pied et demi : 

« Hamaxiaea: Extat jocus cujusdam in Hermetem quempiam hujuscemodi sesquipedalium verborum affectatorem : Gaudet honorificabilitudinitatibus Hermes - Consuetudinibus, sollicitudinibus. »

Publié vers 1500, c'était un recueil apprécié et utilisé comme manuel dans les écoles anglaises,, le paragraphe était lui-même une plaisanterie d'étudiants du temps d'Érasme, de Shakespeare et au-delà.
Dans sa préface à sa traduction de Lucain (1529), le libraire Geoffroy Tory utilise le mot comme exemple de mauvaise écriture en citant le couplet d'Hermes,.
Il apparaît également chez Rabelais et dans La complainte d'Écosse (1549) parue pendant la période troublée du Rough Wooing.
Sous différentes formes, le mot est fréquemment utilisé par les transcripteurs pour essayer un crayon. On en trouve un exemple au XVIe siècle dans un codex. Une forme avec des syllabes supplémentaires se trouve griffonnée sur une page d'un manuscrit d'héraldique de la fin du XVIe siècle (British Library, MS Collection Harley 6113),. Une autre forme in honorificabilitudinacionibus est attestée dans des manuscrits de la bibliothèque d'État de Bamberg (Q.V.41) et à la bibliothèque d'État de Bavière (Cgm 541),.
Le mot est présent sur deux couverts médiévaux. Un petit gobelet entouré de l'inscription honorificabilitudinitatibus a été trouvé au château de Kirby dans le Leicestershire,. En 1937, lors de travaux  dans le château d'Ashby de la Zouch (Leicestershire), une burette en métal blanc gravée d'une version abréviée (honorificabiliut) à côté du nom de son propriétaire Thomas Hunte a été déterrée d'un puits bouché en 1476. L'objet a été fabriqué vers 1400 et est conservé au V&A,,,

### Du temps de Shakespeare
L'année qui suit la publication de Peines d'amour perdues, il est utilisé par le satiriste anglais Thomas Nashe dans un pamphlet de 1599, Nashe’s Lenten Stuff : 

« Physicians deafen our ears with the honorificabilitudinitatibus of their heavenly panacaea...
(Les médecins nous assourdissent avec le honorificabilitudinitatibus de leur divine panacée...) »

Il apparaît dans la pièce Le Courtisan hollandais de John Marston (1605), acte V, scène II : 

« ...his discourse is like the long word Honorificabilitudinitatibus, a great deal of sound and no sense
(Ses paroles sont comme le long mot Honorificabilitudinitatibus, beaucoup de sons et aucun sens. »

Le Fou du palais l'utilise dans la tragi-comédie The Mad Lover de John Fletcher (vers 1617).
John Taylor emploie une version allongée du mot « honorificicabilitudinitatibus » dans la première phrase de son pamphlet Sir Gregory Nonsence (1622).

### Après Shakespeare
Suivant la tradition des érudits médiévaux, Du Cange inclut honorificabilitudo et honorificabilitudinitatibus dans son dictionnaire de 1678 Glossarium mediae et infimae Latinitatis, citant Ugone della Volta et Albertino Mussato,.
Le lexicographe Thomas Blount établit la liste des formes anglicisées du mot, honorificabilitudinity y étant défini comme « honorabilité » parmi les 11 000 entrées de son Glossographia de 1656, le plus grand dictionnaire de l'époque,,. Il figure dans An English Dictionary d'Elisha Coles en 1676,, et chez Nathan Bailey dans An Universal Etymological English Dictionary en 1721,.
S'il ne se trouve pas dans le Dictionary of the English Language de Samuel Johnson , Johnson commente sa longueur dans son édition de 1765 des Pièces de William Shakespeare : « Ce mot, d'où qu'il puisse venir, est souvent cité comme le plus long mot connu. »

L'homme politique et antiquaire Joseph Hunter écrit à ce sujet en 1845 : 

« Le Dr Johnson appelle ceci un mot et dit « c'est le plus long mot connu ». C'est là une hallucination très extraordinaire chez un esprit si familier aux définitions que le sien, et si apte à formuler des définitions hautement justes et appropriées. Un Mot est au sens requis, uniquement une combinaison de lettres qui fait sens ; mais ceci n'est qu'une combinaison de syllabes purement arbitraire et dépourvue de sens, formée uniquement pour servir d'entraînement à l'écriture, un calque destiné à ceux qui apprennent à écrire. »

En 1858, Charles Dickens écrit Calling Bad Names, un essai pour son hebdomadaire Household Words, qui commence par une citation de Peines d'amour perdues pour moquer les publications scientifiques qui emploient trop de mots en latin : 

« Celui qui au bord de mer se prend d'amitié pour les méduses leur est présenté par le maître de cérémonies scientifique comme les Physsophoridae et les Hippopodydae. Créatures délicates, sensibles et magnifiques que ces Desmidiaceae, Chaetopterina et Amphinomaceae, Tenthredineta, vingtsyllabeoupieda, et tout cela en l'honneur de la science ; ou, plutôt, pas en son honneur, mais en son honorificabilitudinitatibus. »

James Joyce l'emploie dans le chapitre IX d'Ulysse quand Stephen Dedalus prononce son interprétation d'Hamlet.

### Musique
Honorificabilitudinitatibus est le 3ème titre de l'album "Curio part. II" d'AllttA, groupe de musique composé de 20syl et Mr. J. Medeiros.